# Dirphya murphyi
Dirphya murphyi là một loài bọ cánh cứng trong họ Cerambycidae.